# Олімпіада (хронологія)
Олімпіа́ди (грец. Ὀλυμπιάς) — у давніх греків чотирирічні періоди між Олімпійськими змаганнями.
Роком першої олімпіади вважається 776 до н. е., відколи в Олімпії почали вести списки переможців. Зважаючи на загальноеллінське значення та чітку періодичність олімпіад, сицилійський історик Тімей близько 264 до н. е. запровадив літочислення за олімпіадами (за іншими джерелами, таке літочислення запроваджено з 360-х років до н. е.) Незабаром це літочислення було визнане в усій стародавній Греції; велося до 394 н. е., коли Олімпійські змагання були скасовані.
Тепер Олімпіада — міжнародні спортивні змагання, а також змагання в галузі самодіяльного мистецтва й навчання.